# Сорокін Леонід Анатолійович
Сорокін Леонід Анатолійович (29 серпня 1948, Мурманськ, РРФСР, СРСР) — радянський і український звукорежисер, телеведучий. Заслужений працівник культури України.

## Біографічні відомості
Народився 1948 року. Закінчив Полтавське музичне училище ім. М. Лисенка за спеціальністю диригент-хормейстер.
З 1966 року майже тридцять років працював звукорежисером Полтавського обласного радіо. Записав музику до багатьох театральних постановок і близько 60-ти кінофільмів та мультфільмів.
Протягом кількох років постійно співпрацював з ансамблем «Фестиваль», гуртами «Фристайл», «Краяни», «Червона рута», «Архів ресторанної музики», «Черемош», «Смерічка», композиторами Максимом Дунаєвським, Володимиром Бистряковим, Геннадієм Татарченком, Тетяною Островською, Дмитром Даніним, Олексієм Чухраєм.
Як звукорежисер записував пісні у виконанні Йосипа Кобзона, Алли Пугачової, Софії Ротару, Володимира Висоцького, Миколи Караченцова, Михайла Боярського, Павла Сміяна, Валерія Леонтьєва, Льва Лещенка, Ірини Понаровської, Людмили Сенчиної, Миколи Гнатюка, Віталія Білоножка, Миколи Мозгового, Раїси Кириченко, Миколи Свидюка, Назарія Яремчука, Олександра Василенка, Валерія Соколика, Олександра Тищенка, Віктора Шпортька та інших артистів. За допомогою Сорокіна на початку 1980-х зумів випустити свої перші пісні Вадим Козаченко (тоді співак виступав у складі колективу рос. «Угол зрения»).
Пробував свої сили і в телевізійній справі — був головним редактором на телеканалі «Юта», вів авторську програму на радіо та ТБ «Леонід Сорокін представляє…».
Нині живе у Полтаві, працює звукорежисером у домашній студії звукозапису.

## Фільмографія
Звукорежисер (і запис музики):
- «Іподром» (1979)
- «Летючий корабель» (1979, мультфільм)
- «Д'Артаньян та три мушкетери» (1979, т/ф, 3 с)
- «Піф-паф, ой-ой-ой!» (1980, мультфільм)
- «Ах, водевіль, водевіль...» (1980, т/ф)
- «Кодова назва „Південний грім“» (1980)
- «Куди він дінеться!» (1981)
- «Карнавал» (1981)
- «Довгий шлях в лабіринті» (1981)
- «Сім щасливих нот» (1981)
- «Проданий сміх» (1981)
- «Трест, що луснув» (1982)
- «Останній доказ королів» (1983)
- «Зелений фургон» (1983)
- «Вечори на хуторі біля Диканьки» (1983)
- «Канікули Петрова і Васєчкіна, звичайні й неймовірні» (1984)
- «Сніг у липні» (1984)
- «Острів скарбів» (1988)
- «Енеїда» (1991)
- «Дитина до листопада» (1992) та ін.